# Метроном
Метроном, from ancient Greek μέτρον (métron, "measure") and νομός (nomós, "custom", "melody") је уређај способан да производи кратке и јасне кликове у једнаким временским интервалима. Дужину временског интервала је могуће подешавати. Најчешће се користи за одређивање егзактног или држање константног темпа приликом увежбавања извођења неког музичког дела. Класичан метроном обично чине акустична дрвена кутија са металним клатном, које осцилира око свог доњег краја, док се брзина осцилација одређује положајем тега који се на њему налази. Такође постоје и електронски метрономи, који звук производе преко уграђеног звучника, док се брзина откуцаја контролише помоћу уграђене електронике. Квалитетнији метрономи (класични или електронски) су у стању да производе и више врста кликова као и звук звонца, распоређене у произвољном реду, у циљу бољег означавања до ког дела такта се стигло. На пример:
- 3/4: динг, так, так, динг, так, так, ...
- 6/8: динг, так, так, тик, так, так, динг, так, так, тик, так, так, ...
- 7/8: динг, так, тик, так, так, тик, так, динг, так, тик, так, так, тик, так, ...

Једна врста метронома била је међу изумима андалузијског полиматичара Абаса ибн Фирнаса (810–887). Године 1815. немачки проналазач Јохан Маелзел патентирао је свој механички метроном на навијање као алат за музичаре, под називом „Инструмент/машина за побољшање свих музичких перформанси, под називом Метроном“. У 20. веку су измишљени електронски метрономи и софтверски метрономи.
Музичари вежбају са метрономима како би побољшали тајминг, посебно способност да се држе редовног темпа. Вежбање метронома помаже да се интернализује јасан осећај за тајминг и темпо. Композитори и диригенти често користе метроном као стандардну референцу за темпо—и могу свирати, певати или дириговати уз метроном. Композитори користе метроном за добијање откуцаја у минути ако то желе да назначе у композицији. Диригенти користе метроном да забележе свој жељени темпо у свакој секцији.
Приликом интерпретације емоција и других квалитета у музици, извођачи ретко свирају тачно на сваком такту; повремено се може користити експресиван, флексибилан рубато. Типично, сваки ритам музички експресивног извођења не одговара тачно сваком клику метронома. Ово је навело неке музичаре да критикују употребу метронома, јер се време метронома разликује од времена музике.

## Етимологија
Реч метроном се први пут појавила на енглеском 1815. године, и грчког је порекла, изведена од метрон — 'мера' и номос — 'регулишући, закон'. Патент који је Мејлзел регистровао у Лондону наводи инструмент као 'метроном или музички мерилац времена'.

## Историја
Према Лин Таунсенду Вајту млађем, андалузијски проналазач Абас Ибн Фирнас покушао је да створи метроном.
Галилео Галилеј је први проучавао и открио концепте који укључују клатно у касном 16. и раном 17. веку. Године 1696, Етјен Лоули је први пут успешно употребио подесиво клатно да направи први механички метроном — међутим, његов дизајн није производио никакав звук, и није имао излаз за одржавање клатна у покрету. Да би овим визуелним уређајем добио тачан пулс, музичар посматра клатно као да гледа диригентску палицу.
Познатији механички музички хронометар изумео је Дитрих Николаус Винкел у Амстердаму 1814. Кроз сумњиву праксу, Јохан Маелзел је, инкорпорирајући Винкелове идеје, додао скалу, назвао га метроном и почео да производи метроном под својим именом 1816. године: „Маелзелов метроном”.
Лудвиг ван Бетовен је вероватно био први истакнути композитор који је у својој музици указао на специфичне ознаке метронома. То је учињено 1815. године, исправљеним примерком партитуре Кантате оп. 112 који садржи Бетовенов први знак метронома.

## Употреба
Музичари вежбају свирање метронома како би развили и задржали осећај за тајминг и темпо. Метрономи се такође користе као алат за обуку за повећање брзине перформанси. Темпо се скоро увек мери у откуцајима у минути (BPM). Чак и комади који не захтевају стриктно константан темпо (као што је рубато) понекад дају BPM ознаку која указује на општи темпо.
Ознака темпа је термин који преноси уски опсег темпа и придруженог карактера. На пример, израз „Vivace” може да означава темпо између 156 и 176 BPM, али такође говори да музику треба свирати живахно. Метрономи често укључују и BPM и ознаке темпа.
Темпо метронома (несофтверског/неапликацијског) је обично подесив од 40 до 208 BPM. Најчешћи распоред темпа на Маелзеловом метроному почиње са 40 откуцаја у минути и повећава се за 2s:
40 42 44 46 48 50 52 54 56 58 60
затим за 3с: 63 66 69 72
затим за 4с: 72 76 80 84 88 92 96 100 104 108 112 116 120
затим за 6с: 126 132 138 144
затим за 8с: 144 152 160 168 176 184 192 200 208. Неки дигитални метрономи дозвољавају подешавање прецизнијег темпа (нпр. повећање од 120 до 121), али таква разлика је једва приметна.
Друга ознака која означава темпо је М.М. (или ММ), или Мелзелов метроном. Ознака М.М. често прати вредност ноте и број који означава темпо, као у M.M.  = 60.
Специфичне употребе укључују учење да се константно свира темпо и ритам – на пример, неко ко се бори са тенденцијом убрзавања могао би да репродукује фразу узастопно уз благо успоравање подешавања BPM-а сваки пут (да би свирао стабилније) – и вежбање технике прогресивним подешавањем метронома на веће брзине док се не постигне жељена брзина. Ово такође помаже у откривању успоравања услед техничких изазова. Поред тога, музичари који снимају користе кликове са метронома како би помогли аудио инжењерима да синхронизују аудио записе.
У истраживању, метрономи се могу користити за одржавање жељене каденце у различитим физиолошким лабораторијским тестовима.